# Directors Guild of Japan
La Directors Guild of Japan (日本映画監督協会, Nihon Eiga Kantoku Kyōkai) est un syndicat professionnel créé pour représenter les intérêts des réalisateurs auprès de l'industrie du cinéma japonaise.

## Historique

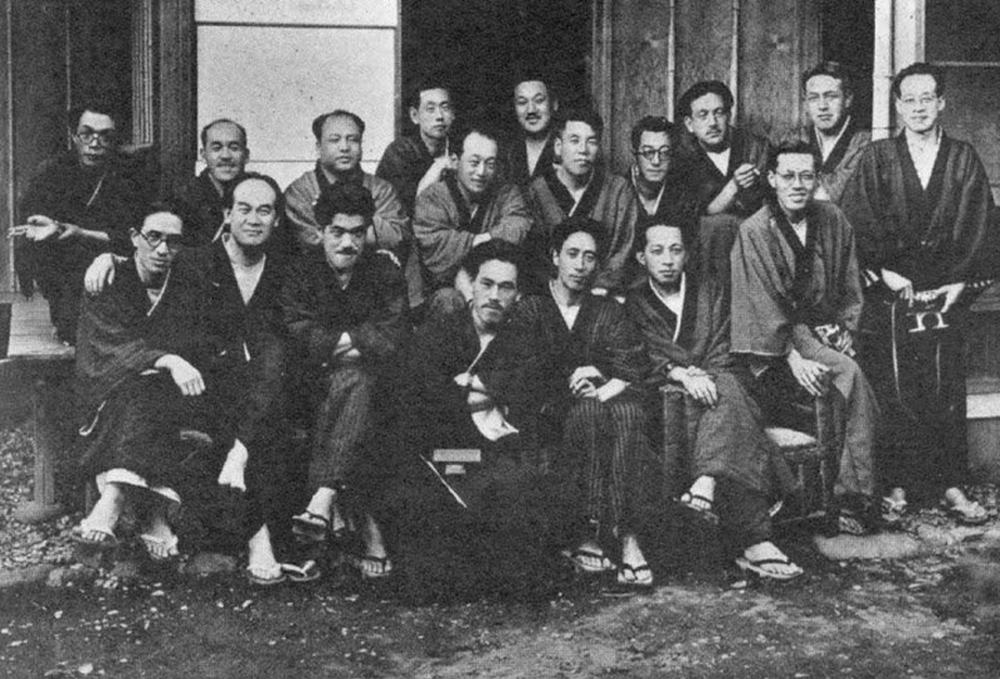
Photographie prise à l'occasion de la fondation de la Directors Guild of Japan en 1936.

Fondée en 1936 avec Minoru Murata pour premier président, elle a poursuivi ses activités jusqu'à aujourd'hui à l'exception d'une période comprise entre 1943 et 1949 quand elle a été dissoute sur les ordres du gouvernement. Elle se consacre particulièrement à la protection du droit d'auteur et des autres droits des réalisateurs sur leur travail, la défense de la liberté d'expression, et la promotion des intérêts économiques de ses membres. Elle a par exemple émis des protestations contre les efforts visant à empêcher la projection de films tels que Yasukuni et The Cove. La guilde a également produit le film Eiga kantokutte nan da (« qu'est-ce qu'un réalisateur? ») à l'occasion du 70e anniversaire de sa création afin de promouvoir son point de vue que le directeur possède les droits d'auteur d'un film.
Elle décerne également un prix des nouveaux réalisateurs.
l'actuel président est Yōichi Sai (2004-2022). Ses prédécesseurs sont Minoru Murata (1936-37), Kenji Mizoguchi (1937-43, 1949-55), Yasujirō Ozu (1955-63), Heinosuke Gosho (1964-80), Nagisa Ōshima (1980-96), Kinji Fukasaku (1996-2003) et Yōji Yamada (2003-04).